# Chợ cá Tsukiji
Chợ Tsukiji (築地市場 Tsukiji shijō), tên đầy đủ là Chợ bán buôn trung tâm thủ đô Tokyo (東京都中央卸売市場 Tōkyō-to Chūō Oroshiuri Shijō), thuộc Cục Nội vụ Công nghiệp và Lao động Tokyo, là chợ bán buôn cá và hải sản lớn nhất thế giới và cũng là một trong những chợ thực phẩm rộng nhất xét về mọi loại mặt hàng.

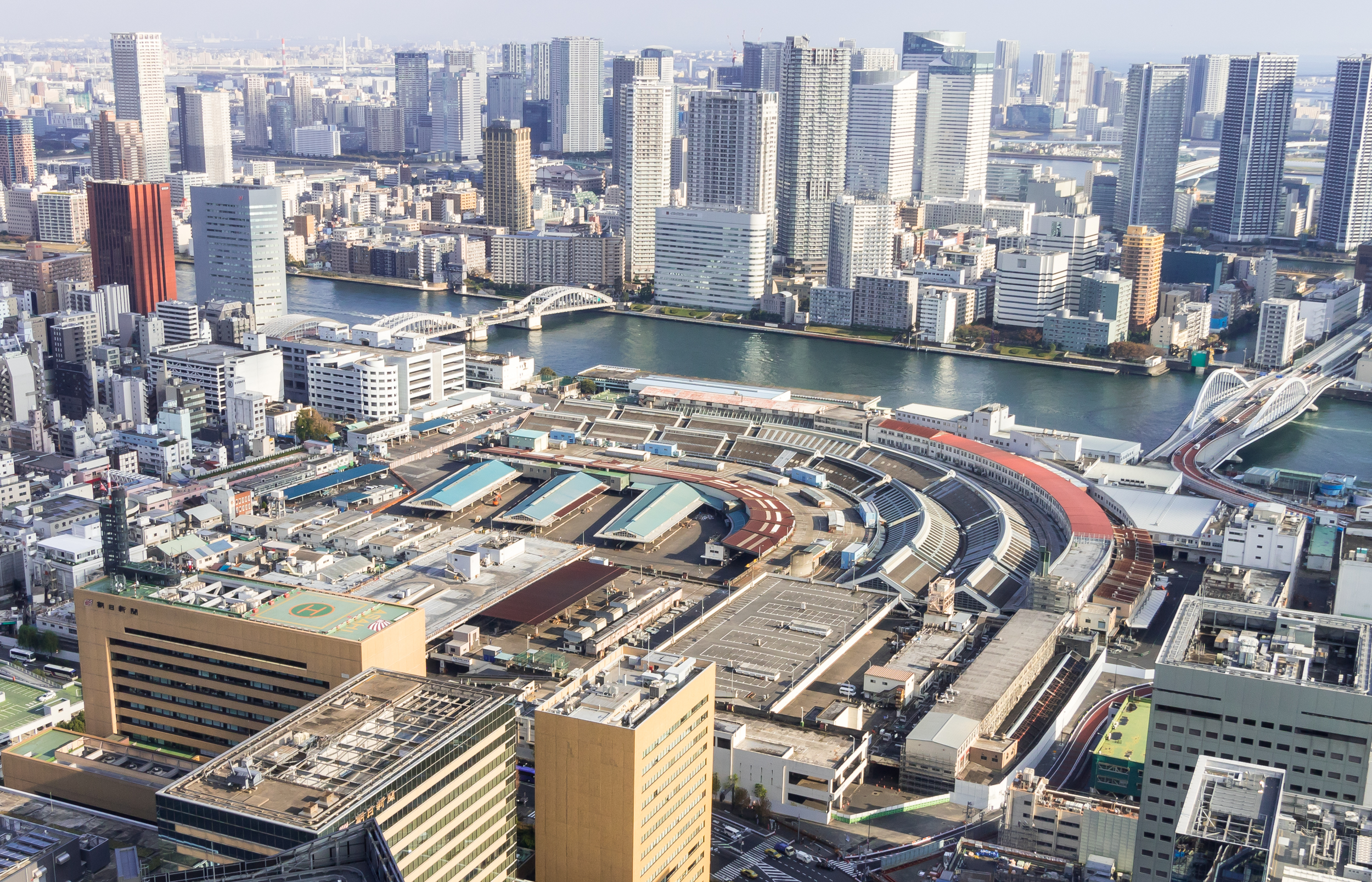
Tsukiji nhìn từ Shiodome, Minato, Tokyo (2018)

Chợ nằm tại quận Tsukiji thuộc trung tâm Tokyo, nằm giữa sông Sumida và khu mua sắm Ginza cao cấp. Trong khi thị trường bán buôn bên trong đã hạn chế việc ra vào cho du khách, thị trường bán lẻ bên ngoài, các nhà hàng và cửa hàng cung cấp các mặt hàng liên quan đến nhà hàng vẫn là một điểm du lịch hấp cho cả du khách trong và ngoài nước.

## Vị trí

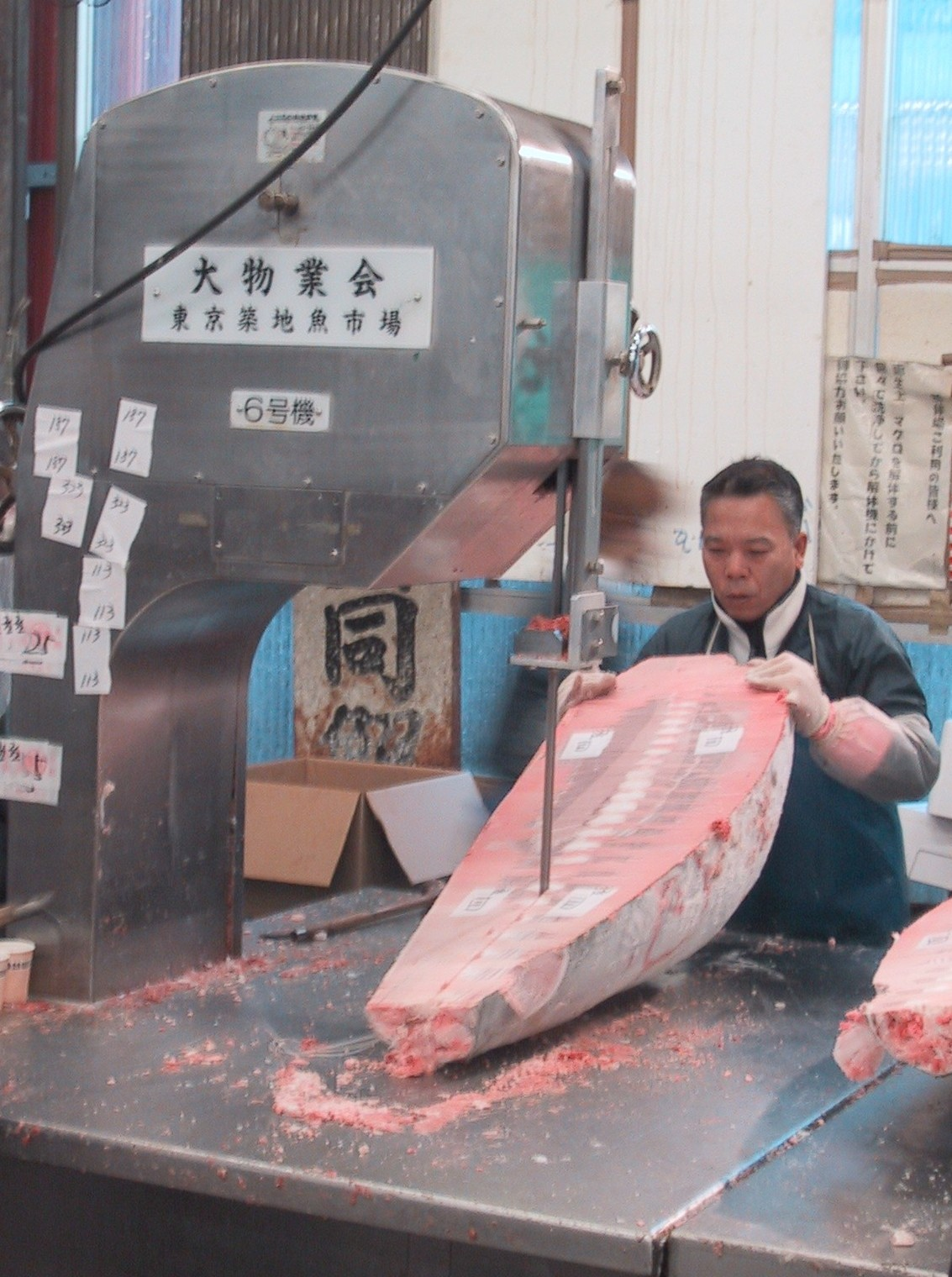
Xẻ cá ngừ đông lạnh bằng cưa vòng

Chợ Tsukiji nằm gần các ga Tsukijishijō trên tuyến Toei Ōedo và ga Tsukiji trên tuyến Hibiya của Tokyo Metro. Chợ được chia làm hai khu riêng biệt. "Chợ trong" (jōnai-shijō) là chợ bán buôn được cấp phép, nơi diễn ra những cuộc đấu giá và phần lớn quá trình sơ chế cá, và đây cũng là nơi có những quầy hàng của những tiểu thương được cấp phép (xấp xỉ 900 đại lý bán buôn). "Chợ ngoài" (jōgai-shijō) gồm các cửa hàng bán sỉ và lẻ những dụng cụ nhà bếp Nhật Bản, vật tư nhà hàng, tạp phẩm và hải sản, và rất nhiều nhà hàng, đặc biệt là nhà hàng bán sushi. Phần lớn các cửa hàng ở chợ ngoài đóng cửa vào đầu giờ chiều, và các cửa hàng ở chợ trong thậm chí còn đóng cửa sớm hơn.

## Kinh doanh
Chợ buôn bán hơn 400 loại hải sản khác nhau, từ loại rong biển rẻ tiền cho đến loại trứng cá muối đắt tiền nhất, từ cá mòi nhỏ đến cá ngừ 300 kg và những loài cá voi gây tranh cãi. Nhìn chung, hơn 700.000 tấn hải sản được buôn bán mỗi năm tại ba chợ hải sản của Tokyo với tổng giá trị vượt quá 600 tỉ yên Nhật (khoảng 6 tỉ đô la Mỹ). Số lượng nhân công được đăng ký tính đến 25 tháng 1 năm 2010 là khoảng 60.000 đến 65.000 người, bao gồm những tiểu thương, kế toán, người bán đấu giá, nhân viên công ty và những người phân phối.

## Hoạt động
Chợ mở vào hầu hết các buổi sáng (trừ các ngày Chủ Nhật, ngày lễ và một vài ngày thứ Tư) vào 3 giờ sáng, với sự xuất hiện của các sản phẩm từ các tàu thủy, xe tải và máy bay từ khắp nơi trên thế giới. Hoạt động đặc biệt ấn tượng là việc dỡ hàng tấn cá ngừ đông lạnh. Các đơn vị đấu giá (những tiểu thương bán buôn được biết đến ở Nhật Bản với tên gọi oroshi gyōsha) sau đó ước tính giá trị và chuẩn bị các sản phẩm sắp tới cho các cuộc đấu giá. Những người mua (được cấp phép tham gia các cuộc đấu giá) cũng kiểm tra những con cá để đánh giá con mà họ muốn trả giá cho và mức giá họ muốn trả.
Những buổi đấu giá bắt đầu vào khoảng 5 giờ 20 phút sáng. Việc ngã giá chỉ được thực hiện bởi những người tham gia được cấp phép. Những nhà thầu bao gồm những tiểu thương trung gian (nakaoroshi gyōsha) quản lý những quầy hàng trong khu chợ và những người bán có giấy phép là đại diện cho các nhà hàng, các công ty xử lý thực phẩm và các nhà bán lẻ lớn.
Các buổi đấu giá thường kết thúc vào khoảng 10 giờ sáng. Sau đó, những con cá được mua được xếp lên xe tải để vận chuyển tới những điểm đến tiếp theo, hoặc trên xe nhỏ và di chuyển đến nhiều cửa hàng trong khu chợ. Ở những nơi này, có những chủ cửa hàng xẻ thịt và chuẩn bị các sản phẩm bán lẻ. Với những con cá lớn, ví dụ như cá ngừ và cá kiếm, việc cắt xẻ thịt và chuẩn bị cần phải rất kĩ lưỡng. Cá ngừ và cá kiếm đông lạnh thường được cắt với những lưỡi cưa vòng lớn, và cá ngừ tươi được xẻ thịt bằng những con dao rất dài (một vài con dao dài hơn một mét) được gọi là oroshi-hōchō, maguro-bōchō hoặc hanchō-hōchō.

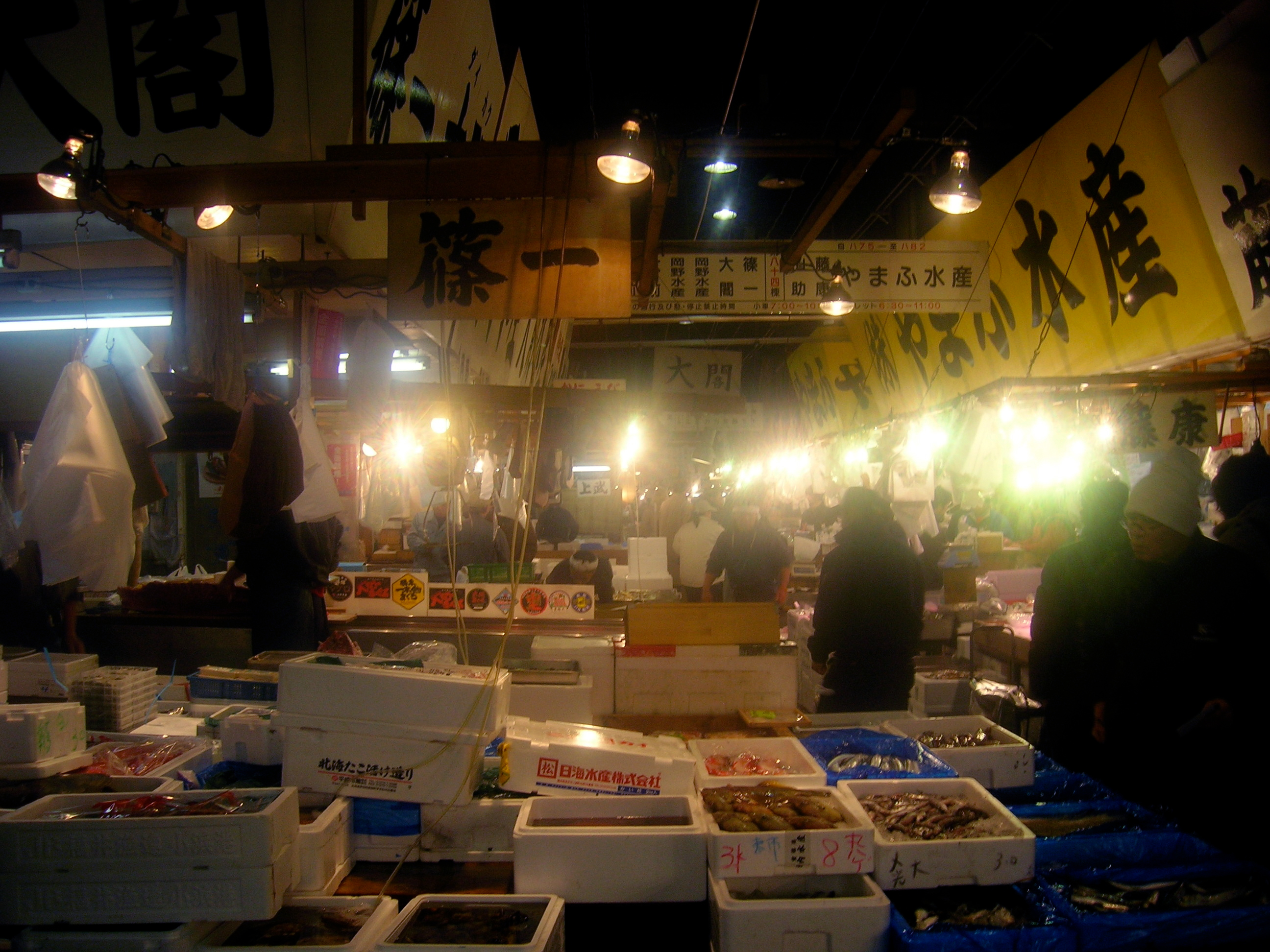
Các nhà cung cấp mở bán buổi sáng ở khu chợ lúc 4 giờ sáng.
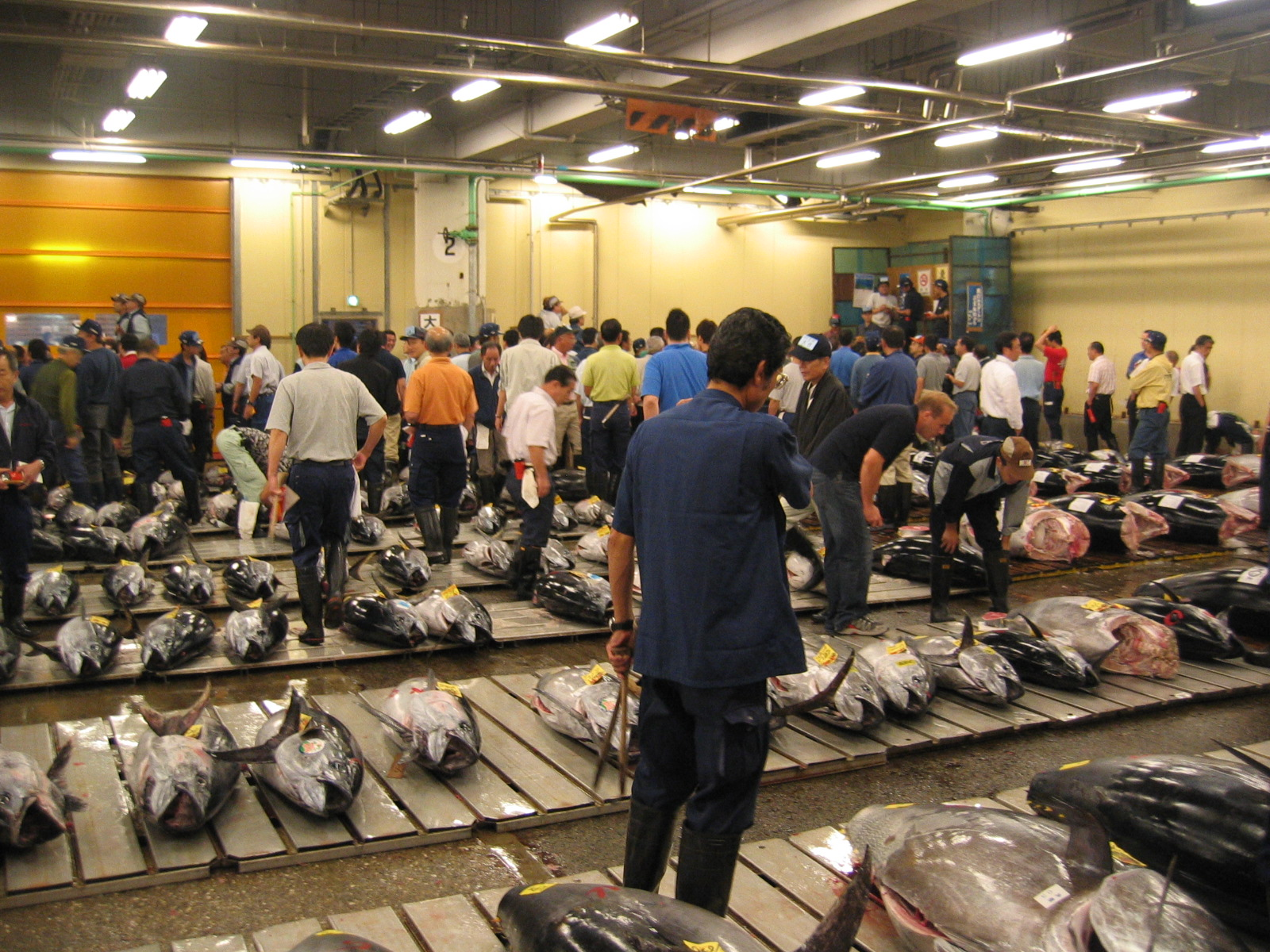
Kết thúc cuộc đấu giá cá ngừ tươi tại Tsukiji
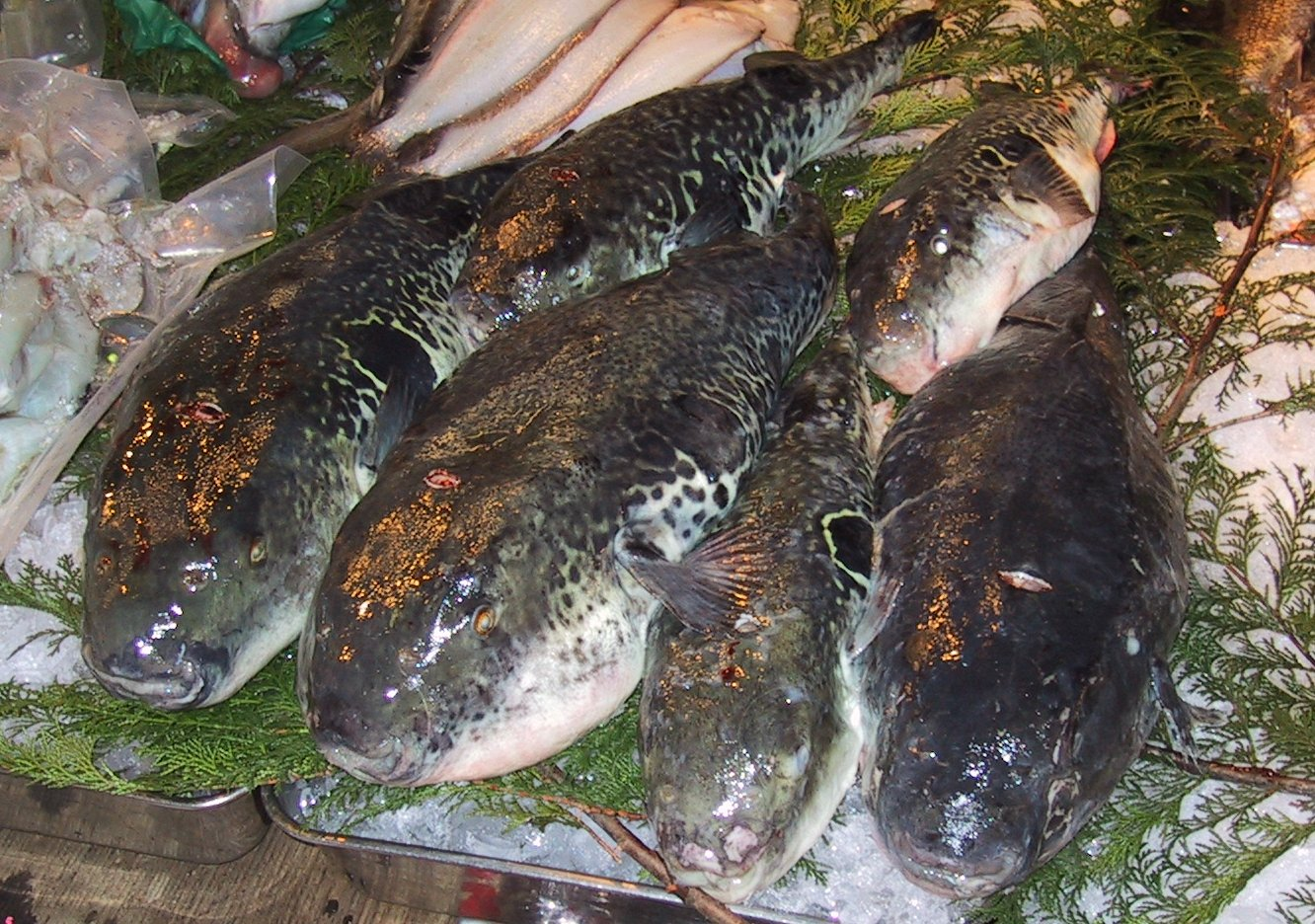
Một khay gồm sáu con cá ngừ hổ đông lạnh được bán ở Tsukiji
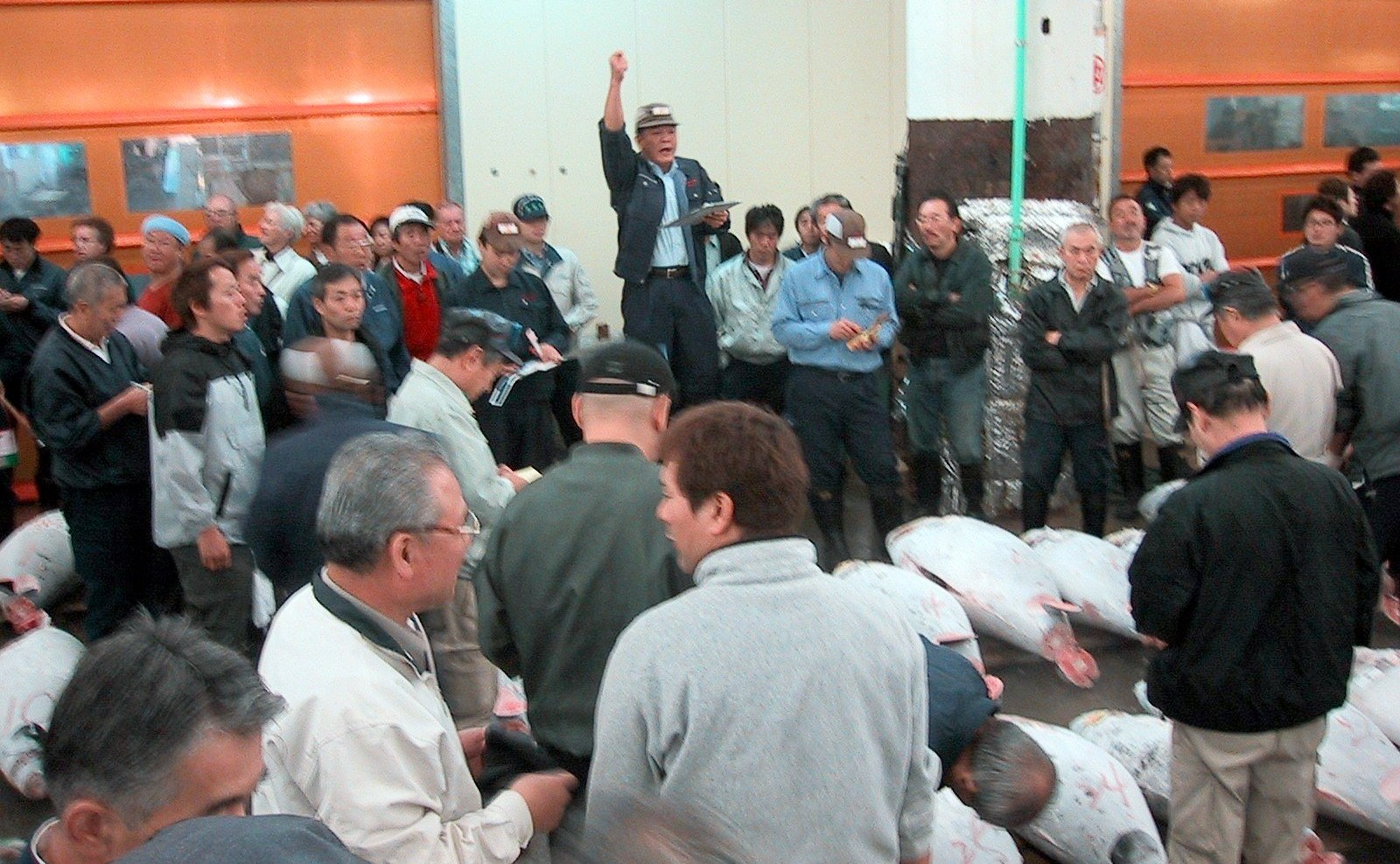
Đấu giá cá ngừ tại Tsukiji
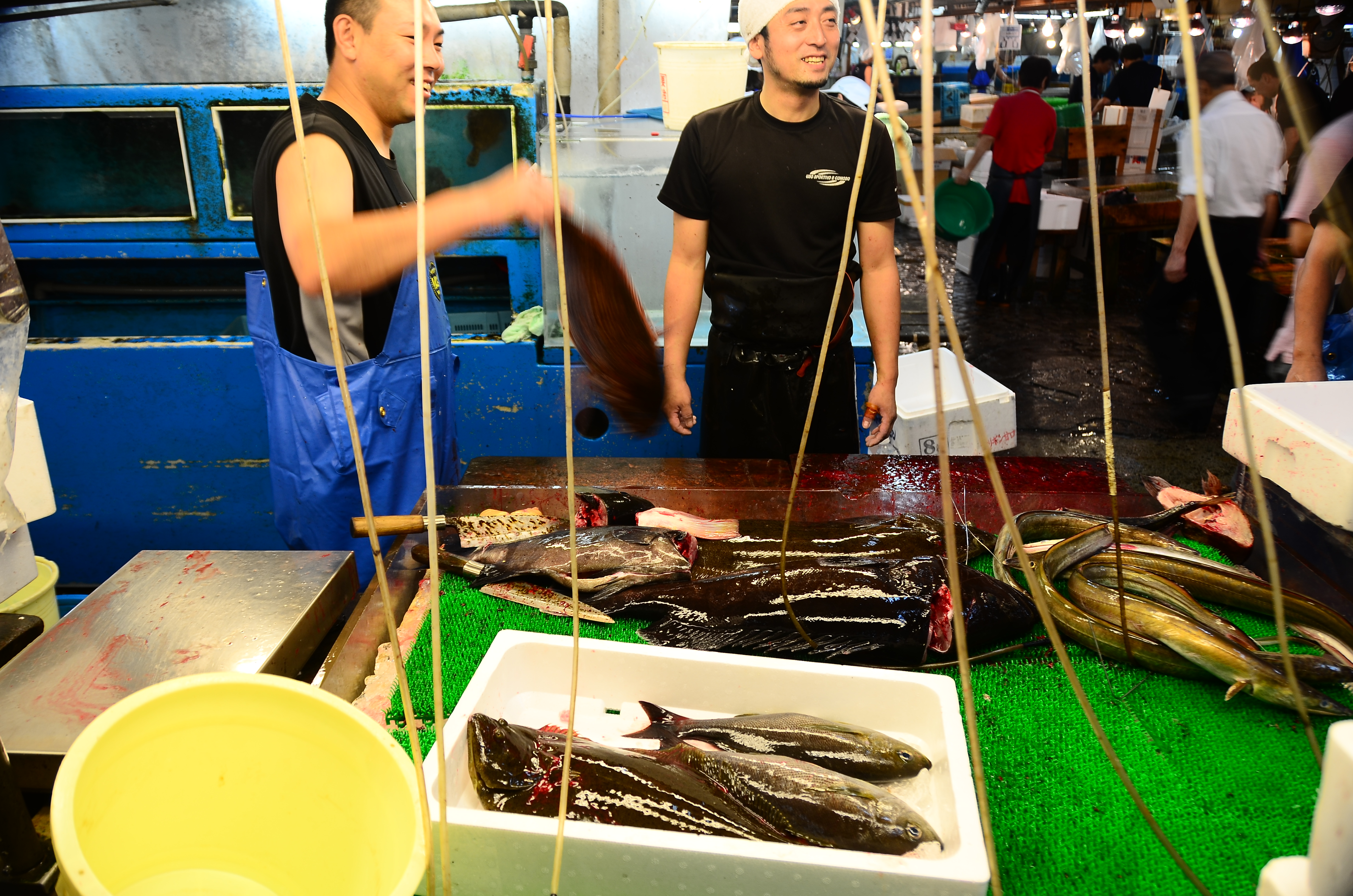
Ngư dân cắt cá ở Tsukiji
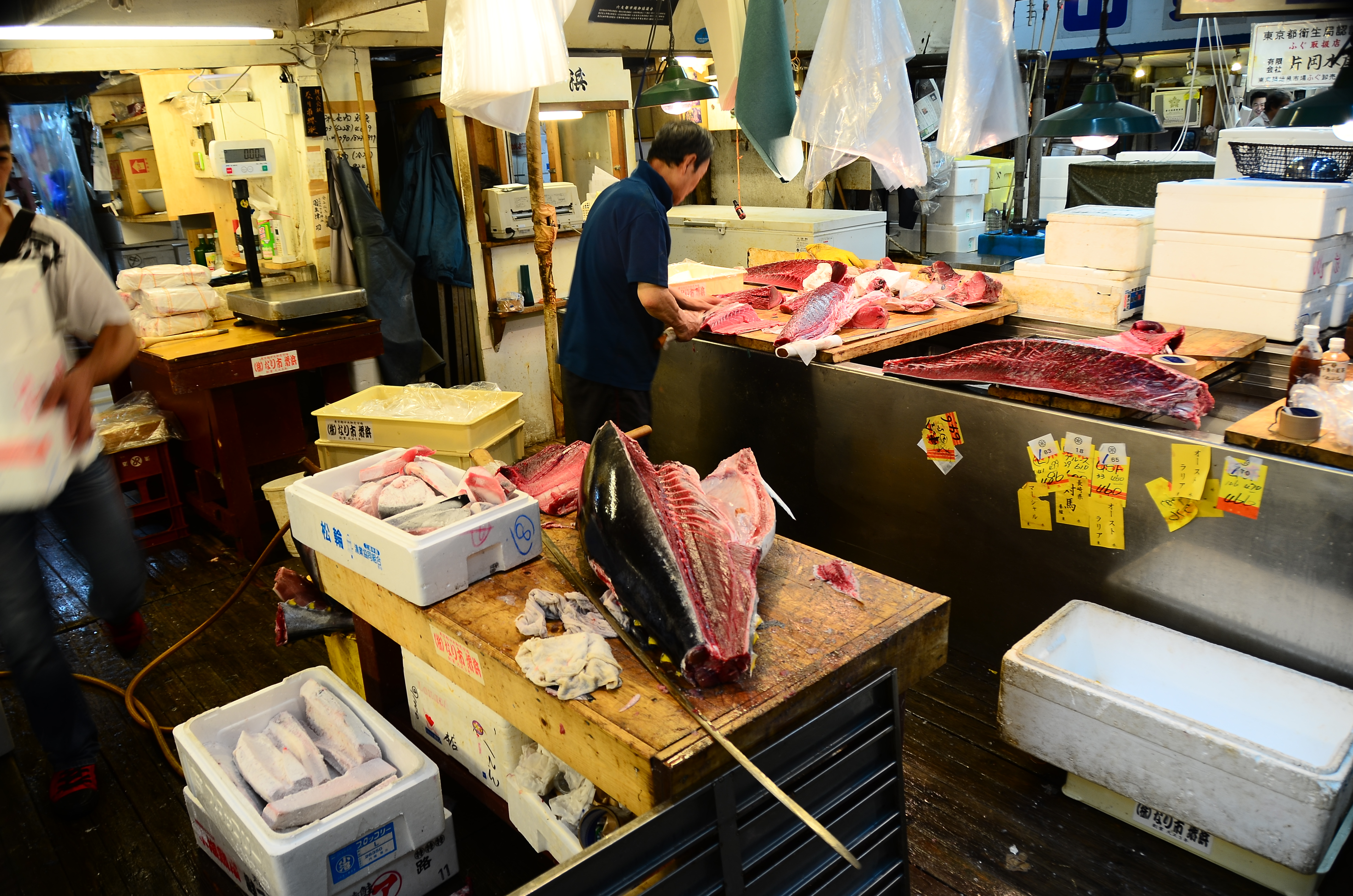
Ngư dân xẻ cá ngừ ở Tsukiji

Khu chợ đông đúc bận rộn nhất vào khoảng từ 5 giờ rưỡi đến 8 giờ sáng, và các hoạt động thưa dần sau đó. Nhiều cửa hàng bắt đầu đóng cửa vào khoảng 11 giờ sáng, và chợ đóng cửa dọn dẹp vào khoảng 1 giờ chiều. Du khách có thể tham quan khu chợ hàng ngày vào khoảng 5 giờ đến 6 giờ 15 phút sáng, và ngắm nhìn quy trình từ một khu vực định trước, ngoại trừ trong thời gian khi chợ đóng cửa không cho tham quan.
Bởi sự gia tăng khách tham quan và các vấn đề liên quan mà nó gây ra, khu chợ đã cấm tất cả du khách không được tham quan các cuộc đấu giá cá ngừ một vài lần, bao gồm từ ngày 15 tháng 12 năm 2008 đến 17 tháng 1 năm 2009, 10 tháng 12 năm 2009 đến 23 tháng 1 năm 2010, và 8 tháng 4 năm 2010 đến 10 tháng 5 năm 2010. Sau khi lần cấm mới nhất kết thúc vào tháng 5 năm 2010, các cuộc đấu giá cá ngừ được tái mở cửa công khai với tối đa 120 du khách mỗi ngày, người đến trước được vào trước. Du khách bị cấm vào khu chợ trong cho đến sau 9 giờ sáng. Do sự kiện thảm hoạ kép động đất sóng thần tháng 3 năm 2011, tất cả các du khách bị cấm tham quan đấu giá cá ngừ cho tới ngày 26 tháng 7 năm 2011, khi hoạt động này được tái mở cửa.
Thanh tra của Chính quyền thủ đô Tokyo giám sát các hoạt động trên thị trường để thực thi Luật vệ sinh thực phẩm.

## Lịch sử

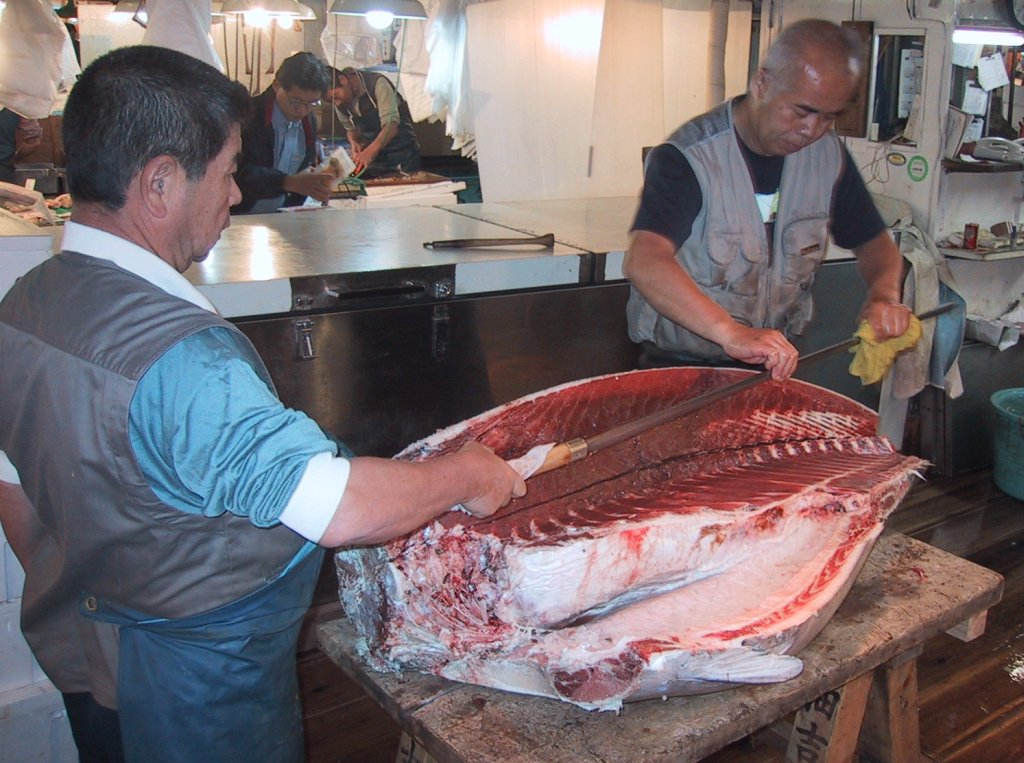
Một con dao oroshi hocho được sử dụng ở chợ cá Tsukiji ở Tokyo

Khu chợ cá đầu tiên ở Tokyo được thành lập bởi Tokugawa Ieyasu trong thời kỳ Edo để cung cấp thực phẩm cho lâu đài Edo (ngày nay là Tokyo). Tokugawa Ieyasu mời những ngư dân từ Tsukuda, Osaka tới Edo để cung cấp cá cho lâu đài. Cá không được lâu đài mua được bán gần cầu Nihonbashi, ở một khu chợ được gọi là uogashi (nghĩa đen là "cầu tàu cá"), là một trong nhiều khu chợ chuyên bán buôn nằm dọc các kênh rạch của Edo (là Tokyo sau thập niên 1870).
Tháng 8 năm 1918, sau sự kiện được gọi là "Cuộc bạo loạn lúa gạo" (Kome Sōdō), nổ ra tại hơn 100 thành phố và thị trấn để phản đối tình trạng thiếu lương thực và việc đầu cơ của các nhà bán buôn, chính phủ Nhật Bản buộc phải tạo ra tổ chức mới cho việc quản lý phân phối thực phẩm, đặc biệt là ở các khu vực đô thị. Một Bộ luật Thị trường bán buôn Trung ương được lập nên vào tháng 3 năm 1923.
Đại thảm họa động đất Kantō xảy ra ngày 1 tháng 9 năm 1923 đã tàn phá nhiều phần của trung tâm Tokyo, bao gồm khu chợ cá Nihonbashi. Để khắc phục hậu quả của trận động đất, chợ cá đã được chuyển đến huyện Tsukiji, và sau khi xây dựng một cơ sở chợ hiện đại hoàn thành vào năm 1935, khu chợ cá bắt đầu hoạt động theo các quy định của Bộ luật Thị trường bán buôn Trung ương năm 1923. Ba khu chợ chính ở Tsukiji, Kanda và Koto bắt đầu đi vào hoạt động năm 1935. Ba chi nhánh chợ nhỏ hơn được thành lập ở Ebara, Toshima và Adachi, cùng với những nơi khác. Hiện tại, hệ thống các khu chợ bán buôn của Chính phủ Thủ đô Tokyo bao gồm hơn một tá khu chợ lớn và các chi nhánh, buôn bán các mặt hàng hải sản, chế phẩm, thịt và phân phối hoa.

## Xây dựng
Sau thảm họa động đất Kantō, các kiến trúc sư và kĩ sư từ Ban kiến trúc của Chính phủ Khu đô thị Tokyo đã được gửi sang châu Âu và Mỹ để nghiên cứu cho khu chợ mới. Tuy nhiên, do quy mô của thị trường và số lượng các mặt hàng giao dịch, họ buộc phải tìm tới thiết kế độc đáo của riêng mình. Khối dạng tròn hình rẻ quạt phần tư cho phép việc ra vào và xử lý các tàu chở hàng dễ dàng hơn, và cấu trúc bằng thép cho phép một không gian rộng và liên tục, tự do khỏi các cột trụ và phân khu.

## Quá trình lên kế hoạch di dời đến Toyosu
Chợ cá Tsukiji nằm ở vị trí bất động sản có giá trị ở gần khu trung tâm thành phố. Nguyên Thị trưởng Tokyo Ishihara Shintaro từng nhiều lần kêu gọi di chuyển khu chợ đến Toyosu, Koto. Việc di chuyển đến một khu chợ mới đã được đồn đoán trong một thời gian dài dự kiến được thực hiện vào tháng 11 năm 2016, nhằm phục vụ cho công tác chuẩn bị cho Thế vận hội Mùa hè Tokyo 2020, nhưng vào ngày 31 tháng 8 năm 2016, việc di chuyển đã bị hoãn lại. Vị trí mới bị chỉ trí vì bị ô nhiễm nặng nề và cần được dọn dẹp khắc phục. Có những kế hoạch để giữ lại một chợ bán lẻ, khoảng một phần tư quần thể hiện tại, tại Tsukiji. Diện tích còn lại của khu chợ sẽ được xây dựng lại. Trong quá trình xây dựng ở vị trí mới, vẫn còn tồn tại những lo lắng về sự an toàn của vị trí này.

## Trong văn hoá đại chúng
- Chợ cá Tsukiji được nhắc đến vào tập ngày 8 tháng 7 năm 2008 của chương trình truyền hình thực tế Mỹ I Survived a Japanese Game Show. Trong tập này, đội giành chiến thắng (Yellow Penguins) nhận được giải thưởng là một tour du lịch tới chợ cá này.
- Trong bộ phim tài liệu năm 2011 Jiro Dreams of Sushi, khu chợ được nhắc đến và thảo luận khi tham chiếu tới sự nghiệp trọn đời của Ono Jiro như một đầu bếp sushi nổi tiếng thế giới.[20]
- Khu chợ được đề cập đến video âm nhạc của đĩa đơn năm 2014 "Rather Be" của ban nhạc Anh Clean Bandit.
- Chương trình truyền hình về văn hoá và lối sống Nhật Bản Begin Japanology phát sóng trên kênh NHK World đề cập đến chợ cá Tsukiji trong một tập trọn vẹn vào năm 2008.
- Chương trình truyền hình về du lịch Globe Trekker đề cập đến khu chợ Tsukiji trong chuyến đi tới Tokyo của người dẫn chương trình Ian Wright. Nó trình chiếu một cuộc đấu giá cá, sau đó là một chuyến tham quan ngắn những khung cảnh xung quanh và kết thúc với cảnh Wright đang ăn sushi tại một tiệm gần đó.
- Một bộ phim tài liệu về chợ cá Tsukiji do Endō Naotarō đạo diễn mang tên Tsukiji Wonderland[21] đã được ra mắt vào ngày 15 tháng 10 năm 2016 nhân dịp kỉ niệm 80 năm thành lập chợ Tsukiji. Như một lời tạm biệt khu chợ trước kế hoạch di dời, bộ phim đã giới thiệu một cách tổng quát về chợ cá Tsukiji cũng như những hoạt động trong khu chợ và có liên quan đến khu chợ. Nhiều nhân vật đã xuất hiện trong bộ phim như một tham chiếu cho cảm nghĩ về khu chợ, như các chủ hàng hải sản, những chủ nhà hàng, đầu bếp, nhà đánh giá ẩm thực và những nhân vật nổi tiếng có liên quan, trong đó có cả Jiro Ono và hai người con trai, đầu bếp sushi Mizutani Hachiro, đầu bếp tempura Saotome Tetsuya, nhà phê bình ẩm thực Yamamoto Masuhiro, ban nhạc Clean Bandit,... Bộ phim đã được công chiếu tại Việt Nam trong Tuần lễ phim Nhật Bản 2016 do Japan Foundation tổ chức với tên Việt hoá là "Kỳ quan ẩm thực Tsukiji".